# Anne Perry
Anne Perry (nacida como Juliet Marion Hulme en Londres, Reino Unido; 28 de octubre de 1938-Los Ángeles, Estados Unidos; 10 de abril de 2023) fue una escritora británica autora de novelas de detectives y de misterio.
Está incluida en el listado de los 100 mejores escritores de misterio del siglo XX que publicó en 1998 el periódico The Times. Sus novelas destacan por sus personajes sobresalientes, su precisión histórica, la calidad de sus novelas policiales y su interés por las cuestiones sociales.
El 22 de junio de 1954, cuando residía en Christchurch (Nueva Zelanda) y tenía quince años, cometió junto con su mejor amiga, Pauline Parker, el asesinato de la madre de esta última, en el conocido como Caso Parker-Hulme, por el que fueron condenadas a 5 años de privación de libertad. Este suceso sirvió de base a la película Criaturas celestiales (1994) del director neozelandés Peter Jackson.

## Primeros años
Nacida en Blackheath, Londres, como Juliet Hulme, hija del Dr. Henry Hulme, un físico inglés, fue diagnosticada de tuberculosis siendo niña y enviada al Caribe primero y después a Sudáfrica con la esperanza de que un clima más cálido mejoraría su salud. Se reencontró con su familia cuando tenía trece años, al tomar posesión su padre como rector de la Universidad de Canterbury en Nueva Zelanda.

## Asesinato y juicio
En junio de 1954 los padres de Juliet se encontraban en proceso de separación, y se decidió que ella fuera enviada a Sudáfrica a vivir con un pariente. Su mejor amiga era Pauline Parker. Las dos adolescentes, que habían soñado llevar juntas una vida de fantasía que estaría llena de actores famosos como James Mason y Orson Welles, no querían ser separadas, ya que habían tenido la esperanza de irse a Inglaterra con el padre de Juliet después del divorcio. Puesto que no consiguieron convencer a los padres de Pauline de que se quedara, el 22 de junio de 1954, las chicas llevaron a Honora Rieper (madre de Pauline) a dar un paseo a pie por el parque Victoria en la ciudad de Christchurch, donde entonces vivían. En un camino solitario Juliet tiró una piedra de ornato para que la Sra. Rieper se agachara a recogerla. En ese momento, Pauline golpeó a su madre con un ladrillo dentro de una media. Las chicas supusieron que un solo golpe bastaría para matarla. Sin embargo, hicieron falta 45 frenéticos golpes asestados por ambas chicas para que Honora Rieper acabara muriendo. La brutalidad del crimen ha contribuido a su notoriedad. Avisaron a la policía diciendo que se había caído, pero estos no se lo creyeron.
Pauline y Juliet fueron llevadas a juicio en Christchurch en 1954, y fueron encontradas culpables el 29 de agosto de ese mismo año. Como eran demasiado jóvenes para ser sometidas a la pena de muerte según la ley neozelandesa de aquella época, se las condenó a permanecer "detenidas en la gracia de Su Majestad". En la práctica, dicha sentencia significaba que permanecerían encarceladas hasta que el ministro de Justicia decidiera otra cosa. Fueron liberadas por separado cinco años después, en 1959.
Posteriormente Juliet se cambió el nombre por Anne. Se cree que Pauline y ella no han vuelto a comunicarse desde su juicio.
Estos sucesos sirvieron de base a la película de 1994 Criaturas celestiales, de Peter Jackson, en la que Kate Winslet interpretó a la adolescente Juliet Hulme. En 2005 Perry apareció en un especial del programa de televisión británico de entrevistas The Trisha Show para hablar del asesinato.

## Nueva vida
Tras su puesta en libertad, Juliet regresó a Inglaterra y se convirtió en asistente de vuelo. Durante un tiempo vivió en Estados Unidos, donde se unió a La Iglesia de Jesucristo de los Santos de los Últimos Días. Después se estableció en el pueblo escocés de Portmahomack donde vivió con su madre. Su padre continuó una distinguida carrera científica, encabezando el programa británico de la bomba de hidrógeno.
Juliet cambió su nombre por el de «Anne Perry», usando el apellido de su padrastro. Su primera novela, El verdugo de la calle Cater, fue publicada con este seudónimo en 1979. Sus trabajos generalmente se adscriben a alguna modalidad de la narrativa comercial, con predominio de las historias de asesinatos, misterio y detectives. Muchas de sus obras están protagonizadas por ciertos personajes recurrentes, principalmente el policía Thomas Pitt y su esposa Charlotte Pitt, que se dieron a conocer en su primera novela, y el investigador privado amnésico William Monk, que apareció por primera vez en su novela de 1990 El rostro de un extraño. En 2003 había publicado 47 novelas y algunas colecciones de relatos. Su cuento Héroes, que apareció por primera vez en la antología Crimen y obsesión de 1999, ganó el premio Edgar a la mejor narración corta.
Recientemente su nombre fue incluido como entrada en Las veintiséis mentiras y una verdad de Ben Peek, una novela que explora la naturaleza de la verdad en la literatura.

## Obras
Las series se encuentran listadas en orden cronológico, según el sitio de Internet de la autora.

### Protagonizados por Thomas y Charlotte Pitt
- The Cater Street Hangman (1979) (Los crímenes de Cater Street)
- Callander Square (1980) (Los cadáveres de Callander Square)
- Paragon Walk (1981) (La secta de Paragon Walk)
- Resurrection Row (1981) (El callejón de los resucitados)
- Rutland Place (1983) (Los robos de Rutland Place)
- Bluegate Fields (1984) (El ahogado del Támesis)
- Death in Devil’s Acre (1985) (Venganza en Devil's Acre)
- Cardington Crescent (1987) (Envenenado en Cardington Crescent)
- Silence in Hanover Close (1988) (Silencio en Hanover Close)
- Bethlenhem Road (1990) (Los asesinatos de Bethlenhem Road)
- Highgate Rise (1991) (Incendios en Highgate Rise)
- Belgrave Square (1992) (Chantaje en Belgrave Square)
- Farrier’s Lane (1993) (El caso de Farrier's Lane)
- The Hyde Park Headsman (1994) (El degollador de Hyde Park)
- Traitors Gate (1995) (El cadáver de Traitors Gate)
- Pentecost Alley (1996) (La prostituta de Pentecost Alley)
- Ashworth Hall (1997) (La conspiración de Ashwort Hall)
- Brunswich Gardens (1998) (El misterio de Brunswich Gardens)
- Bedford Square (1999) (La amenaza de Bedford Square)
- Half Moon Street (1998) (Los escándalos de Half Moon Street)
- The Whitechapel Conspiracy (2001) (El complot de Whitechapel)
- Southampton Row (2002) (La médium de Southampton Row)
- Seven Dials (2003) (Los secretos de Conaught Square)
- Long Spoon Lane (2005) (Los anarquistas de Long Spoon Lane)
- Buckingham Palace Gardens (2008) (Un crimen en Buckingham Palace)
- Betrayal At Lisson Grove (2011) (Traición en Lisson Grove)
- Dorchester Terrace (2012)  (Conjura en Dorchester Terrace)
- Midnight at Marble Arch (2013) (Medianoche en Marble Arch)
- Death on Blackheath (2014) (Muerte en Blackheath)
- The Angel Court Affair (2015) (Misterio en Toledo)
- Treachery at Lancaster Gate (2018) (Traición en Lancaster Gate)
- Murder on the Serpentine (2020) (Asesinato en Kensington Gardens)

### Protagonizados por William Monk
- Face of a Stranger (1990) (El rostro de un extraño)
- A Dangerous Mourning (1991) (Luto riguroso)
- Defend and Betray (1992) (Defensa o traición)
- A Sudden, Fearful Death (1993) (Una duda razonable)
- Sins of the Wolf (1994) (Los pecados del lobo)
- Cain His Brother (1995) (Su hermano Caín)
- Weighed in the Balance (1996) (El equilibrio de la balanza)
- The Silent Cry (1997) (El grito silencioso)
- Whited Sepulchers (1997) (Sepulcros blanqueados)
- The Twisted Root (1999) (Las raíces del mal)
- Slaves of Obsession (2000) (Esclavos de una obsesión)
- Funeral in Blue (2001) (Un funeral en la niebla)
- Death of a Stranger (2002) (Muerte de un extraño)
- The Shifting Tide (2004) (Marea incierta)
- The Dark Assassin (2006) (Asesino en la oscuridad)
- Execution Dock (2009) (Falsa inocencia)
- Acceptable Loss (2011) (Una pérdida razonable)
- Sunless Sea (2012) (Un mar oscuro)
- Blind Justice (2013) (Justicia ciega)
- Blood on the water (2014) (Sangre en el Támesis)
- Corridors of the Night (2015) (Laberinto de la Noche)
- Revenge in a Cold River (2016) (Venganza en el Támesis)
- An Echo of Murder (2017) (Ecos de Muerte)

### La saga de la Primera Guerra Mundial
- No Graves As Yet (2003) (Las tumbas del mañana)
- Shoulder the Sky (2004) (El peso del cielo)
- Angels in the Gloom (2005) (Ángeles en las tinieblas)
- At some Disputed Barricade (2006) (Las trincheras del odio)
- We Shall Not Sleep (2007) (No dormiremos)

### Historias navideñas
- A Christmas Journey (2003) (El viaje del perdón a Glen Orchy)
- A Chistmas Visitor (2004) (Una visita navideña)
- A Christmas Guest (2005) (Una visita navideña en Romney Marshes)
- A Christmas Secret (2006) (El secreto de Cottisham)
- A Christmas Beginning (2007) (Una promesa navideña)
- A Christmas Grace (2008) (El pasado vuelve a Connemara)
- A Christmas Promise (2009)
- A Christmas Odyssey (2010)
- A Christmas Homecoming (2011)

### Fantasía
- Tathea (1999)
- Come Armageddon (2001)

### Otros libros
- The One Thing More (2000) (Salvar a Luis XVI)
- A Dish Taken Cold (2001) (A la sombra de las guillotinas)
- Death By Horoscope (2001) (historias cortas de varios autores)
- Much Ado About Murder (2002) (historias cortas de varios autores)
- Death By Dickens (2004) (historias cortas de varios autores)
- I’d Kill For That (2004) (novela escrita por varios autores)
- Letter From The Highlands (2004)
- Thou Shalt Not Kill: Biblical Mystery Stories (2005) (historias cortas de varios autores)
- Heroes (Most Wanted) (2007)
- The Sheen on the Silk: A Novel (2010) (El brillo de la seda)
- The Scroll (Short Story) (2013)